# Drachenbronn-Birlenbach
Drachenbronn-Birlenbach (en alsacià Dràchebrunn-Bírlebach) és un municipi francès, situat a la regió del Gran Est, al departament del Baix Rin. L'any 1999 tenia 862 habitants. Fou creat el 1972 de la unificació dels dos antics municipis de Drachenbronn i Birlenbach. Limita amb Keffenach al sud, Lampertsloch a l'oest, Cleebourg al nord, i Ingolsheim i Hunspach a l'est.
Forma part del cantó de Wissembourg, del districte de Haguenau-Wissembourg i de la Comunitat de comunes del Pays de Wissembourg.

## Demografia
| 1962 | 1968 | 1975 | 1982 | 1990 | 1999 |
| ---- | ---- | ---- | ---- | ---- | ---- |
| 621  | 730  | 754  | 859  | 870  | 862  |

## Administració
| Període   | Identitat       | Partit |
| --------- | --------------- | ------ |
| 1972-1977 | Georges Steiner |        |
| 1977-1995 | Henri Pflug     |        |
| 1995-2014 | Henri Nordmann  |        |
| 2014-2020 | Pierre Koepf    |        |